# العلاقات الدنماركية النرويجية
العلاقات الدنماركية النرويجية هي العلاقات الثنائية التي تجمع بين الدنمارك والنرويج.

## مقارنة بين البلدين
هذه مقارنة عامة ومرجعية للدولتين:
| وجه المقارنة                                              | الدنمارك                                                     | النرويج                                                   |
| --------------------------------------------------------- | ------------------------------------------------------------ | --------------------------------------------------------- |
| المساحة (كم2)                                             | 42.92 ألف                                                    | 385.21 ألف                                                |
| عدد السكان (نسمة)                                         | 5.79 مليون                                                   | 5.33 مليون                                                |
| الكثافة السكانية (ن./كم²)                                 | 134.9                                                        | 13.84                                                     |
| العاصمة                                                   | كوبنهاغن                                                     | أوسلو                                                     |
| اللغة الرسمية                                             | اللغة الدنماركية                                             | بوكمول، لغات السامي، نينوشك، اللغة النرويجية              |
| العملة                                                    | كرونة دنماركية                                               | كرونة نروجية                                              |
| الناتج المحلي الإجمالي (بليون دولار)                      | 324.87 مليار                                                 | 398.83 مليار                                              |
| الناتج المحلي الإجمالي (تعادل القوة الشرائية) بليون دولار | 278.61 مليار                                                 | 322.23 مليار                                              |
| الناتج المحلي الإجمالي الاسمي للفرد دولار أمريكي          | 51.99 ألف                                                    | 74.40 ألف                                                 |
| الناتج المحلي الإجمالي للفرد دولار أمريكي                 | 45.54 ألف                                                    | 65.61 ألف                                                 |
| مؤشر التنمية البشرية                                      | 0.900                                                        | 0.944                                                     |
| رمز المكالمات الدولي                                      | +45                                                          | +47                                                       |
| رمز الإنترنت                                              | .dk                                                          | .no                                                       |
| المنطقة الزمنية                                           | توقيت وسط أوروبا، ت ع م+02:00، ت ع م+01:00، أوروبا/كوبنهاجن ‏ | ت ع م+01:00، ت ع م+02:00، توقيت وسط أوروبا، أوروبا/أوسلو ‏ |

## مدن متوأمة
في ما يلي قائمة باتفاقيات التوأمة بين مدن دنماركية ونرويجية:
- ترتبط Frederikssund [الإنجليزية]‏ مع أورشكوغ-هولاند باتفاقية توأمة.
- ترتبط Holbæk [الإنجليزية]‏ مع Trysil [الإنجليزية]‏ باتفاقية توأمة.
- ترتبط آلبورغ مع Rendalen [الإنجليزية]‏ باتفاقية توأمة منذ 1979.[17][18][19][20]
- ترتبط Hjørring Municipality [الإنجليزية]‏ مع كريستيانساند باتفاقية توأمة.[21][22][23][24]
- ترتبط يورينغ مع كريستيانساند باتفاقية توأمة.
- ترتبط Lyngby-Taarbæk Municipality [الإنجليزية]‏ مع أسكيم باتفاقية توأمة.
- ترتبط آرهوس مع برغن باتفاقية توأمة منذ 1946.[25][25]
- ترتبط Vejle Municipality [الإنجليزية]‏ مع مولده باتفاقية توأمة.
- ترتبط كوبنهاغن مع أوسلو باتفاقية توأمة.
- ترتبط إيسبيرغ مع ستافانغر باتفاقية توأمة.
- ترتبط كولدنغ مع درامن باتفاقية توأمة منذ 1982.[26][27][27][28]
- ترتبط Kolding Municipality [الإنجليزية]‏ مع درامن باتفاقية توأمة منذ 1979.[26][27][27][28]
- ترتبط كلاكسويك مع تروندهايم باتفاقية توأمة.
- ترتبط Aalborg Municipality [الإنجليزية]‏ مع Rendalen [الإنجليزية]‏ باتفاقية توأمة منذ 1971.[18][29][30][31]
- ترتبط Hørsholm [الإنجليزية]‏ مع ليلهامر باتفاقية توأمة.
- ترتبط Silkeborg Municipality [الإنجليزية]‏ مع آرندال باتفاقية توأمة.
- ترتبط Horsens Municipality [الإنجليزية]‏ مع موس باتفاقية توأمة.
- ترتبط Thisted Municipality [الإنجليزية]‏ مع شين باتفاقية توأمة.
- ترتبط هيليسينكور مع هارستاد باتفاقية توأمة منذ 1992.[32][33]
- ترتبط Albertslund [الإنجليزية]‏ مع Onsøy [الإنجليزية]‏ باتفاقية توأمة منذ 1987.
- ترتبط هورسينس مع موس باتفاقية توأمة.[34]
- ترتبط Odense Municipality [الإنجليزية]‏ مع تروندهايم باتفاقية توأمة.
- ترتبط أودنسه مع تروندهايم باتفاقية توأمة منذ 22 أبريل 1989.[35][35][35][35]
- ترتبط فريديريكا مع كريستيانسوند باتفاقية توأمة.
- ترتبط فايله مع مولده باتفاقية توأمة منذ 1992.
- ترتبط Ribe [الإنجليزية]‏ مع ليكانغر باتفاقية توأمة.

## منظمات دولية مشتركة
يشترك البلدان في عضوية مجموعة من المنظمات الدولية، منها:
| علم المنظمة | اسم المنظمة                               | تاريخ انضمام الدنمارك | تاريخ انضمام النرويج |
| ----------- | ----------------------------------------- | --------------------- | -------------------- |
|             | حلف شمال الأطلسي                          | 4 أبريل 1949          | 4 أبريل 1949         |
|             | وكالة ضمان الاستثمار متعدد الأطراف        | 12 أبريل 1988         | 9 أغسطس 1989         |
|             | منظمة الشرطة الجنائية الدولية             | ?                     | ?                    |
|             | مجموعة الموردين النوويين                  | ?                     | ?                    |
|             | منظمة حظر الأسلحة الكيميائية              | ?                     | ?                    |
|             | منظمة التجارة العالمية                    | 1995                  | 1995                 |
|             | الفريق المعني برصد الأرض                  | ?                     | ?                    |
|             | الأمم المتحدة                             | 24 أكتوبر 1945        | 27 نوفمبر 1945       |
|             | مركز تنسيق الحركة في أوروبا ‏              | ?                     | ?                    |
|             | المنظمة الأوروبية لسلامة الملاحة الجوية   | 1994                  | 1994                 |
|             | مؤسسة التمويل الدولية                     | 20 يوليو 1956         | 20 يوليو 1956        |
|             | يونسكو                                    | 4 نوفمبر 1946         | 4 نوفمبر 1946        |
|             | مؤسسة التنمية الدولية                     | 30 نوفمبر 1960        | 24 سبتمبر 1960       |
|             | بنك التنمية الآسيوي                       | 1966                  | 1966                 |
|             | منظمة الأمن والتعاون في أوروبا            | 25 يونيو 1973         | 25 يونيو 1973        |
|             | الاتحاد الدولي للاتصالات                  | 1866                  | 1866                 |
|             | منظمة التعاون الاقتصادي والتنمية          | ?                     | ?                    |
|             | البنك الإفريقي للتنمية                    | ?                     | 1963                 |
|             | مجموعة أستراليا                           | 1985                  | 1986                 |
|             | اتحاد المدفوعات الأوروبي ‏                 | ?                     | ?                    |
|             | المجلس الشمالي                            | ?                     | ?                    |
|             | وكالة الفضاء الأوروبية                    | ?                     | 30 ديسمبر 1986       |
|             | نظام تحكم تكنولوجيا القذائف               | 1990                  | 1990                 |
|             | مجلس دول بحر البلطيق                      | ?                     | ?                    |
|             | مجلس أوروبا                               | ?                     | 5 مايو 1949          |
|             | اتفاقية السماوات المفتوحة                 | ?                     | ?                    |
|             | المجلس القطبي                             | ?                     | ?                    |
|             | البنك الدولي للإنشاء والتعمير             | 30 نوفمبر 1960        | 27 ديسمبر 1945       |
|             | المركز الدولي لتسوية المنازعات الاستشارية | 24 مايو 1968          | 15 سبتمبر 1967       |
|             | الاتحاد البريدي العالمي                   | ?                     | ?                    |

## وصلات خارجية
- موقع وزارة الخارجية الدنماركية
- موقع وزارة الخارجية النرويجية